# 順動丸

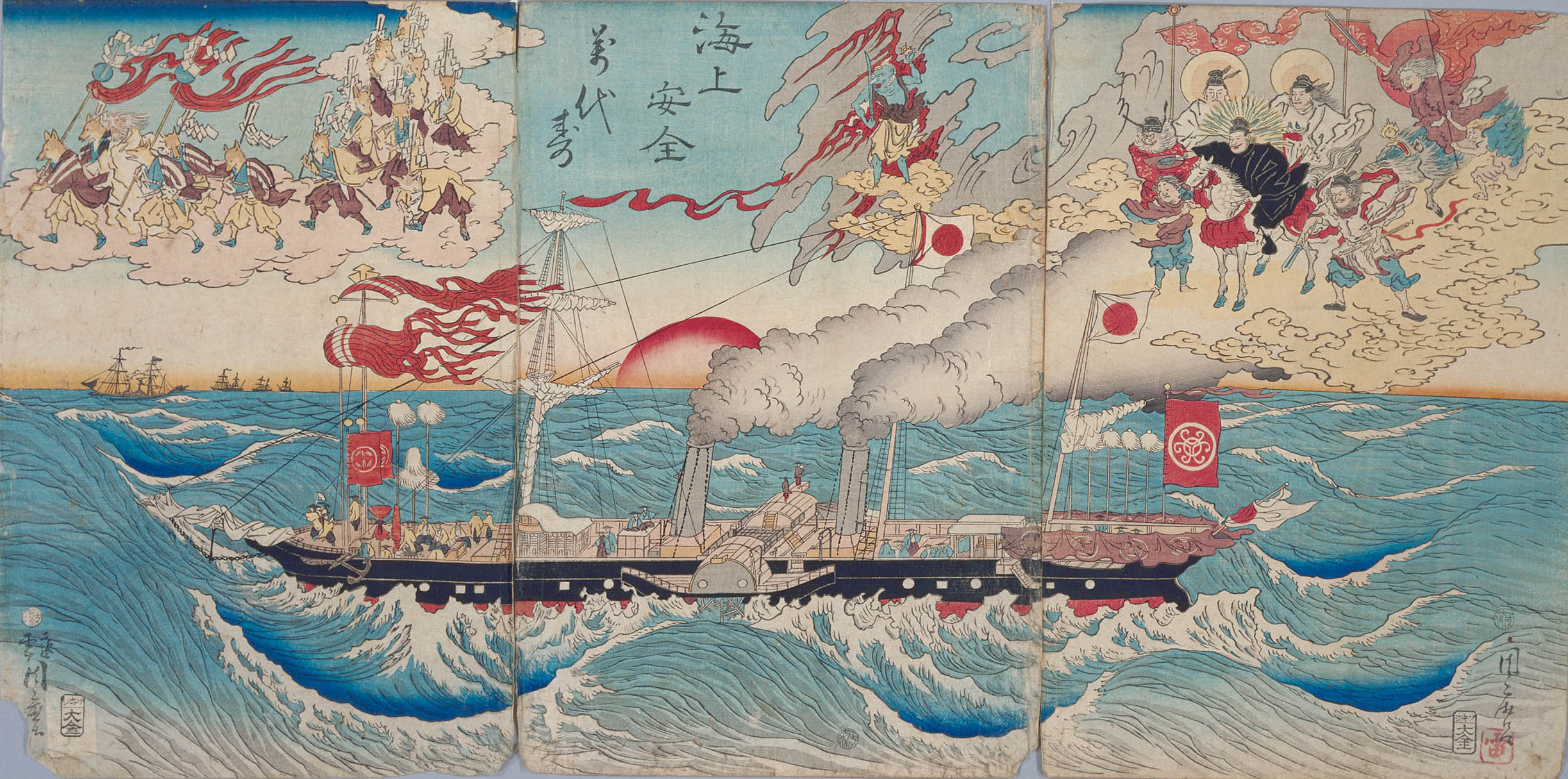
順動丸を描いたとも言われる錦絵『海上安全万代寿』 河鍋暁斎画（早稲田大学図書館所蔵）

順動丸（じゅんどうまる）は、幕末に江戸幕府が保有した蒸気船。元イギリス商船「ジンギー」（仁記）。

## 概要
前身の「ジンギー」は1861年にイギリスで建造された蒸気船である。要目は全長約77m・幅約8.6m・深さ約5.1mで、排水量405トン。船体は鉄製。推進方式は外輪式で、360馬力の蒸気機関・煙突2本を有した。武装は大砲1-2門とわずかだった。乗員数は不明であるが、後に幕府海軍で運用時の水夫・火焚夫は65人で、これに士官が加わる。
翌1862年（文久2年）、西洋式海軍の整備を進める江戸幕府によって代金15万ドルで購入され、横浜で引き渡された。船名も、旧船名に似せた音の「順動丸」へと改名された。当初は軍艦に分類されたものの、武装が貧弱なので運送船に類別変更されて使用された。新鋭船として物資輸送のほか幕府高官を乗せることもあり、1863年1月23日に勝海舟の指揮で品川を発した船は政事総裁職松平春嶽や幕府目付の杉浦正一郎らを乗せ、兵庫を経て、29日に大坂に着いた。同年6月9日（文久3年4月23日）には攘夷実行に備えた将軍の徳川家茂による摂海（大阪湾）の防御状況視察に使用された。その2日後には、勝海舟の案内で姉小路公知一行120人余も乗船した。姉小路は乗船体験などから従来の急進的な破約攘夷論を変えたとも言われ、それが姉小路の暗殺（朔平門外の変）につながったとの見方もある。
文久2年2月、勝が大坂での砲台築造の任務で「順動丸」に乗り大坂へ向かっている。
文久2年12月17日から12月21日にかけての品川・兵庫間の航海時には商船と衝突して外輪を損傷し、文久3年9月2日から9月9日にかけての品川・大坂間の航海時には機関故障を起こした。
第二次幕長戦争時は「順動丸」は小倉にあり、慶応2年6月28日に「富士山」、「翔鶴」が到着すると修理のため7月1日に長崎へ向かった。
旧幕府と薩長などとの開戦時は「順動丸」は大阪湾にあり、他艦と共に兵庫港封鎖を行っている。鳥羽・伏見の戦いの戦い後は「翔鶴」とともに正金5万7569両3分を紀州藩領和歌浦へ運んだ。
戊辰戦争では旧幕府方の1隻として行動し、多量の軍需物資や兵員を輸送した。新潟方面の奥羽越列藩同盟への支援用として派遣され、箱館から新潟港へ軍需物資を運搬したが、その後1868年7月13日（慶応4年5月24日）に寺泊に碇泊中に新政府軍艦隊の攻撃を受けて損傷・自爆した（寺泊沖海戦）。残骸のうち外輪のシャフトが引き上げられて現存、長岡市で展示されている。